# Geomyersia coggeri
Espèce
Statut de conservation UICN

 LC  : Préoccupation mineure
Geomyersia coggeri est une espèce de sauriens de la famille des Scincidae.

## Répartition
Cette espèce est endémique des îles de l'Amirauté dans l'archipel Bismarck en Papouasie-Nouvelle-Guinée.

## Étymologie
Cette espèce est nommée en l'honneur d'Harold George Cogger.

## Publication originale
- Greer, 1982 : A new species of Geomyersia (Scincidae) from the Admirality Islands, with a summary of the genus. Journal of Herpetology, vol. 16, no 1, p. 61-66.